# Tschita (Fluss)
Die Tschita (russisch Чита; auch Читинка/Tschitinka) ist ein 210 Kilometer langer linker Nebenfluss der Ingoda in Transbaikalien (Russland, Asien).

## Verlauf
Die Tschita entspringt in etwa 1240 m Höhe am bis zu 1400 m hohen Tschingikankamm, der die Hauptkämme von Jablonowygebirge im Nordwesten und Tscherskigebirge im Südosten verbindet. Der Fluss durchfließt auf seiner gesamten Länge das zumeist breite Tal zwischen den beiden Gebirgen in südwestlichen Richtungen.
Der Fluss durchfließt die Regionshauptstadt Tschita und mündet am südöstlichen Stadtrand in 638 m Höhe in die Ingoda, kurz vor dem Beginn ihres Durchbruchstals durch den Hauptkamm des Tscherskigebirges. Die Ingoda ist Quellfluss der Schilka, die wiederum eine der Komponenten des Amur darstellt.
Die Tschita hat keine bedeutenden Nebenflüsse. In ihrem gesamten Verlauf durchfließt die Tschita die Region Transbaikalien.

## Hydrographie
Das Einzugsgebiet der Tschita umfasst 4200 km². In Mündungsnähe erreicht der Fluss eine Breite von knapp 50 Meter bei etwa einem Meter Tiefe.
Die Tschita gefriert von Ende Oktober/Anfang November bis Ende April, wobei sie bis zum Grund durchfriert. Die durchschnittliche jährliche Abflussmenge an der Mündung beträgt 0,3 km³ (entspricht 9,5 m³/s).

## Infrastruktur
Die Tschita ist nicht schiffbar.
Das von der Tschita im Oberlauf durchflossene Gebiet ist kaum besiedelt, während es ab dem Mittellauf eine Reihe von Dörfern gibt, die von der Stadt Tschita aus mit einer befestigten Straße erschlossen sind.
Etwa drei Kilometer vor ihrer Mündung wird der Fluss von der Transsibirischen Eisenbahn überquert In der Nähe befindet sich der Hauptpersonenbahnhof der Stadt, Tschita-II (Streckenkilometer 6198). Von der Bahnstrecke aus ist auch die Flussmündung zu sehen.